# Giulio Pestalozza
Giulio Pestalozza (Beirut, 6 ottobre 1850 – Roma, 1930) è stato un diplomatico italiano.

## Biografia
Giulio Pestalozza nacque a Beirut in Libano il 6 ottobre 1850, figlio di padre italiano (Fortunato Pestalozza 1809–1878) e madre francese; all'epoca il Libano faceva parte dell'Impero ottomano. Rientrato in Italia giovanissimo, iniziò la carriera diplomatica dopo gli studi di giurisprudenza e dal 1872 venne assegnato al Ministero degli Esteri come interprete e quindi già idealmente destinato all'area coloniale.
Divenuto console, esercitò dapprima a Gerusalemme, poi a Tunisi ed infine a Zanzibar, divenne successivamente commissario civile del porto di Assab, il primo che l'Italia aveva acquisito in Eritrea nel 1870. Inizialmente egli era in sostituzione del proprio predecessore, ma quando il commissariato civile venne definitivamente soppresso, Pestalozza divenne comandante militare del porto di Assab. Egli rimase in carica dal 1884 al 1890. Dal 1º gennaio 1890 il governatorato di Massaua ebbe il sopravvento per rilevanza politica e militare sugli altri possedimenti italiani in Africa e riuscì sotto il controllo del generale Baldassarre Orero a unificarsi sotto il nome di Eritrea e lo stesso Orero prese automaticamente anche il controllo e la reggenza di Assab.
Dopo la rimozione da comandante di Assab, Pestalozza continuò a svolgere alcune missioni diplomatiche nelle colonie e nel 1904 incontrò Mohammed Abdullah Hassan, capo dei locali abitanti, a Illig, di modo da contrattare la nuova posizione dell'Italia nelle proprie colonie.
Successivamente egli rientrò in Italia e continuò a svolgere vita politica sino al 1930 quando morì a Roma all'età di 80 anni.